# غويلرمو غونزاليس (موسيقي)
غويلرمو غونزاليس (بالإيطالية: Guillermo Gonzales)‏ هو موسيقي ومغني إيطالي، ولد في 21 أكتوبر 1976 في فيرونا في إيطاليا.